# Glossário Teosófico
O Glossário Teosófico é uma obra iniciada por Helena Petrovna Blavatsky com o intuito de facilitar a pesquisa sobre a Teosofia, especialmente envolvendo as idéias apresentadas no livro A Doutrina Secreta.
É uma obra póstuma, já que foi publicado em 1892, uma ano após a morte da autora, que só pôde ver as primeiras trinta e duas páginas das provas tipográficas. Alguns verbetes foram acrescentados segundo suas anotações, mas, evidentemente, não puderam contar com a sua revisão.
O texto apresenta a descrição e o significado de termos em sânscrito, pahlavis, tibetano, páli, caldeu, persa, escandinavo, hebraico, grego e latim, além de termos  cabalísticos, gnósticos, ocultistas, herméticos e de outras línguas e tradições.
Na publicação há trechos marcados entre colchetes ( [...] ) o que indica que foram acrescidos posteriormente ao texto original.